# Abies yuanbaoshanensis
Abies yuanbaoshanensis är en tallväxtart som beskrevs av Y.J. Lu och Li Kuo Fu. Abies yuanbaoshanensis ingår i släktet ädelgranar och familjen tallväxter. Inga underarter finns listade i Catalogue of Life.
Arten finns endast kvar i ett cirka 4 hektar stort område i norra Guangxi i Kina. Regionen är en bergstrakt med kyligt och fuktigt väder. Årsnederbörden ligger vid 4000 mm. Vanligen är marken mellan december och mars täckt med snö. Abies yuanbaoshanensis ingår i blandskogar med andra barrträd som Tsuga chinensis samt med lövfällande träd av familjen bokväxter.
Skogarna där arten förekommer brukas inte. De ingår i ett naturreservat. Vintrar med mycket snöfall kan skada populationen allvarlig. För att bevara arten skulle även odling utanför utbredningsområdet behövas. IUCN kategoriserar arten globalt som akut hotad.